# Мезонсель-э-Виллер
Мезонсе́ль-э-Вилле́р (фр. Maisoncelle-et-Villers) — коммуна во Франции, находится в регионе Шампань — Арденны. Департамент — Арденны. Входит в состав кантона Рокур-э-Флаба. Округ коммуны — Седан.
Код INSEE коммуны — 08268.
Коммуна расположена приблизительно в 210 км к северо-востоку от Парижа, в 85 км северо-восточнее Шалон-ан-Шампани, в 24 км к юго-востоку от Шарлевиль-Мезьера.

## Население
Население коммуны на 2008 год составляло 74 человека.
| 1962 | 1968 | 1975 | 1982 | 1990 | 1999 | 2008 |
| ---- | ---- | ---- | ---- | ---- | ---- | ---- |
| 90   | 93   | 81   | 59   | 50   | 67   | 74   |

## Экономика
В 2007 году среди 40 человек в трудоспособном возрасте (15—64 лет) 31 были экономически активными, 9 — неактивными (показатель активности — 77,5 %, в 1999 году было 66,7 %). Из 31 активных работали 31 человек (18 мужчин и 13 женщин), безработных не было. Среди 9 неактивных 3 человека были учениками или студентами, 5 — пенсионерами, 1 был неактивным по другим причинам.

## Достопримечательности
- Укреплённый дом (1561 год). Исторический памятник с 2003 года.[3]
- Замок Виллер (XVI век). Исторический памятник с 2000 года.[4]

## Фотогалерея
- Церковь Сент-Женевьев
- Замок Виллер
- Укреплённый дом
- Карта коммуны